# Wie Weihnachten auf die Erde kam
Wie Weihnachten auf die Erde kam (Originaltitel: Jól á leið til jarðar) ist eine isländische Puppentrick-Fernsehserie aus dem Jahr 1994. Sie wurde wie bei einem Adventskalender von dem 1. Dezember bis zu dem 24. Dezember ausgestrahlt.

## Handlung
Petrus, der Himmelsvater und Erzengel Michael haben viel zu tun, damit das Weihnachtsfest rechtzeitig auf die Erde kommt. Wie seit 2000 Jahren muss der Erzengel Michael es aus einer reichlich geschmückten Kiste auf die Erde bringen. Außerdem dabei sind die Baby-Engel Pu und Pa, die zwar noch kaum fliegen können und auch keinen Heiligenschein besitzen, allerdings schon reichlich Unfug machen und immer nach Süßigkeiten Ausschau halten.

## Produktion und Veröffentlichung
Die Serie wurde 1994 von Siggi Anima Stuudio unter der Regie von Sigurður Örn Brynjólfsson und dem Drehbuch von Friðrik Erlingsson in Island produziert. Die deutsche Erstausstrahlung der Serie fand am 1. Dezember 1996 auf ZDF statt. 1999 und 2000 wurde die Serie außerdem nochmal im KiKA ausgestrahlt.